# Naissance en 1999
Naissance
- 1995
- 1996
- 1997
- 1998
- 1999
- 2000
- 2001
- 2002
- 2003

Les naissances en 1999 concernent les personnalités nées entre le 1er janvier et le 31 décembre 1999.

## Janvier
- 1er janvier : 
  - Hugo Andersson, footballeur suédois
  - Hamza El Janati, footballeur marocain
- 3 janvier : Georgia Stanway, footballeuse britannique
- 4 janvier : 
  - Alex Hitchens, basketteur et entrepreneur Français.
  - Julius Lindberg, footballeur suédois.
- 5 janvier :
  - Lakeisha Patterson, nageuse handisport australienne
  - Molly Sterling, chanteuse irlandaise
- 6 janvier : Polo G, rappeur américain.
- 7 janvier :
  - Cayla Barnes, joueuse américaine de hockey sur glace
  - Packky Sakonnaree, chanteuse pop thaïlandaise
  - Mads Bech Sørensen, footballeur danois
- 8 janvier : Kamil Grabara, footballeur polonais
- 9 janvier : Jiří Letáček, footballeur tchèque.
- 10 janvier : 
  - Mason Mount, footballeur britannique
  - Youssouf Fofana, footballeur français
- 12 janvier : 
  - Torbjørn Heggem, footballeur norvégien
  - Manu Morlanes, footballeur espagnol
  - Nicolás Schiappacasse, footballeur uruguayen
- 13 janvier : Isak Hien, footballeur suédois
- 14 janvier : 
  - Declan Rice, footballeur anglais
  - Lautaro Valenti, footballeur argentin
- 18 janvier : Karan Brar, acteur américain
- 19 janvier : 
  - Valentino Müller, footballeur autrichien
  - Nicolae Păun, footballeur roumain
- 23 janvier : 
  - Malang Sarr, footballeur franco-sénégalais
  - Alban Lafont, footballeur français
- 24 janvier : 
  - Shirine Boukli, judokate française
  - Pape Gueye, footballeur sénégalais
- 25 janvier : Darko Nejašmić, footballeur croate
- 26 janvier : Leonardo Balerdi, footballeur argentin
- 27 janvier : Nikoloz Mali, footballeur géorgien.
- 28 janvier :
  - Kimiko Raheem, nageuse srilankaise
  - Kalidou Sidibé, footballeur franco-malien
- 29 janvier : Zineddine Derrag, footballeur marocain

## Février
- 1er février : 
  - Christián Frýdek, footballeur tchèque
  - Ferran Jutglà, footballeur espagnol
- 2 février : Martín Zubimendi, footballeur espagnol
- 6 février : Adiaratou Iglesias Forneiro, athlète handisport espagnole
- 7 février : Beatrice Miller, chanteuse, auteure-compositrice-interprète et actrice américaine
- 8 février : Konstantínos Baloyánnis, footballeur grec
- 11 février : Andriy Lunin, footballeur ukrainien
- 14 février : 
  - Tyler Adams, footballeur américain
  - Andrian Kraev, footballeur bulgare
  - Iván Martín, footballeur espagnol
- 15 février : Eoin Toal, footballeur nord-irlandais.
- 16 février : Ignatius Ganago, footballeur camerounais
- 17 février : 
  - Juni Arnekleiv, biathlète norvégienne.
  - Alex de Minaur, joueur de tennis australien.
- 18 février : Nabil Alioui, footballeur franco-marocain.
- 19 février : Albion Ademi, footballeur albanais.
- 20 février : Youssef Limouri, footballeur marocain
- 22 février : Kamil Kosiba, joueur polonais de volley-ball.
- 23 février : Guiorgui Tskhovrebadze, entrepreneur géorgien.
- 25 février :
  - Gianluigi Donnarumma, footballeur international italien
  - Liya Silver, actrice pornographique russe
  - Thiago Vecino, footballeur uruguayen
  - Krépin Diatta, footballeur sénégalais
- 27 février : Boubakary Soumaré, footballeur français
- 28 février : 
  - Luka Dončić, basketteur croate
  - Hannes Delcroix, footballeur belge

## Mars
- 2 mars : 
  - Iñaki Peña, footballeur espagnol
  - Alexis Galarneau, joueur de tennis canadien
- 4 mars : 
  - Bo Bendsneyder, pilote automobile néerlandais
  - Dara O'Shea, footballeur irlandais
- 5 mars :
  - Madison Beer, chanteuse, mannequin et actrice américaine
  - Josh Bowler, footballeur anglais
  - Armando Obispo, footballeur néerlandais
  - Yeri, chanteuse, rappeuse, danseuse, sud-coréenne, membre du groupe Red Velvet
- 7 mars : Ronald Araújo, footballeur uruguayen
- 9 mars : Javain Brown, footballeur jamaïcain
- 10 mars : 
  - Luciano Boggio, footballeur uruguayen
  - Dinko Horkaš, footballeur croate
- 11 mars : Ibrahima Niane, footballeur sénégalais
- 12 mars : 
  - Emil Bohinen, footballeur norvégien
  - Lars Ranger, footballeur norvégien
- 16 mars : Julius Eskesen, footballeur danois.
- 18 mars : Diogo Dalot, footballeur portugais
- 21 mars :
  - Mélusine Mayance, comédienne française
  - Megan Shackleton, pongiste handisport britannique
- 22 mars : 
  - Sebastiaan Bornauw, footballeur belge.
  - Oliver Christensen, footballeur danois.
  - Dávid Ďuriš, footballeur slovaque.
  - Antonín Růsek, footballeur tchèque.
  - Jonathan Svedberg, footballeur suédois.
  - Marcus Tavernier, footballeur anglais.
- 30 mars : Michal Tomič, footballeur slovaque.
- 31 mars : 
  - Jens Odgaard, footballeur danois.
  - Edon Zhegrova, footballeur kosovar.

## Avril
- 2 avril : Emil Ruusuvuori, joueur de tennis finlandais
- 4 avril : Axel Norén, footballeur suédois.
- 7 avril : 
  - Adam Jakobsen, footballeur danois.
  - Jakub Moder, footballeur polonais
- 8 avril :
  - Jacob Guay, chanteur québécois
  - Ty Panitz, acteur américain
  - Gu Xiaodan, pongiste chinoise
- 9 avril :
  - Isaac Hempstead-Wright, acteur britannique
  - Lil Nas X, rappeur américain
  - Stanley Nsoki, footballeur français
- 10 avril : Loan His, gymnaste artistique française
- 11 avril : Karolina Bielawska, présentatrice de télévision et militante sociale polonaise.
- 15 avril : 
  - Denis Shapovalov, joueur de tennis canadien.
  - Andrei Vlad, footballeur roumain.
- 17 avril : 
  - Mohammed Salisu, footballeur ghanéen.
  - Ben Wiles, footballeur anglais.
- 18 avril : 
  - Dominik Plechatý, footballeur tchèque.
  - Ben Brereton Díaz, footballeur chilien.
- 19 avril : 
  - Luguentz Dort, joueur de basket-ball canadien
  - Corentin Moutet, joueur de tennis français
- 20 avril : Fabio Quartararo, pilote de moto français
- 21 avril : Peter Reinhardsen, footballeur norvégien.
- 22 avril : Ondřej Zmrzlý, footballeur tchèque
- 23 avril : 
  - Liam Cullen, footballeur gallois
  - Luca Ranieri, footballeur italien
  - Son Chae-young, rappeuse, chanteuse sud-coréenne, membre du groupe Twice
- 24 avril : 
  - Palkó Dárdai, footballeur hongrois
  - Raul Gustavo, footballeur brésilien
  - Daniel Paraschiv, footballeur roumain
  - Maxime Grousset, nageur français
- 27 avril : 
  - Joel Asoro, footballeur suédois.
  - Joe Bell, footballeur néo-zélandais.
  - Ola Brynhildsen, footballeur norvégien.
- 28 avril : Alex Vigo, footballeur argentin.
- 29 avril : 
  - Zack Gilmore, coureur cycliste australien.
  - Hugoposé, vidéaste web français.
  - Mateo Retegui, footballeur italien.
  - Gabriel Gudmundsson, footballeur suédois.
- 30 avril : 
  - Daniel Bielica, footballeur polonais.
  - Moritz Jenz, footballeur allemand.
  - Adrian Șut, footballeur roumain.

## Mai
- 1er mai : 
  - Romain Ntamack, joueur international français de rugby.
  - Tiffany Stratton, catcheuse américaine.
- 2 mai : Donat Rrudhani, footballeur kosovar.
- 5 mai :
  - Justin Kluivert, footballeur néerlandais.
  - Aleks Ławniczak, footballeur polonais.
  - Lee Na-eun, actrice et chanteuse sud-coréenne membre du groupe APRIL.
  - Hugo Vandermersch, footballeur français.
- 6 mai : Achraf Dari, footballeur marocain.
- 8 mai : Eman Marković, footballeur norvégien.
- 11 mai : 
  - Christian Borchgrevink, footballeur norvégien.
  - Sabrina Carpenter, chanteuse et actrice américaine.
  - Im Ae-ji, boxeuse sud-coréenne.
- 14 mai : Michael Baidoo, footballeur ghanéen.
- 15 mai : Júnior Brumado, footballeur brésilien.
- 16 mai : Matyáš Jachnicki, joueur tchèque de volley-ball.
- 18 mai : Mark Travers, footballeur irlandais
- 19 mai : Felix Hörberg, footballeur suédois.
- 20 mai : Filipe Soares, footballeur portugais.
- 21 mai : Denis Genreau, footballeur australien.
- 22 mai :
  - Camren Bicondova, actrice américaine.
  - Samuel Chukwueze, footballeur nigérian.
- 23 mai : Nissa Sabyan, chanteuse indonésienne.
- 24 mai : Kacper Chodyna, footballeur polonais.
- 25 mai :
  - Brec Bassinger, actrice américaine.
  - Ibrahima Konaté, footballeur français.
  - Terem Moffi, footballeur nigérian.
- 26 mai : Évita Muzic, coureuse cycliste française.
- 27 mai :
  - Matheus Cunha, footballeur brésilien.
  - Lily-Rose Depp, mannequin et actrice franco-américaine.
- 28 mai : 
  - Cameron Boyce, acteur américain († 6 juillet 2019).
  - Facundo Medina, footballeur argentin
  - Mike Trésor, footballeur belge
- 29 mai : 
  - Vitaliy Mykolenko, footballeur ukrainien.
  - Jean-Baptiste Gros, joueur français de rugby à XV.
- 30 mai : Eddie Nketiah, footballeur anglais.

## Juin
- 1 juin : Technoblade, vidéaste et streamer américain
- 3 juin : Zizou Bergs, joueur de tennis belge
- 4 juin :
  - Kim So-hyun, actrice sud-coréenne
  - Charlotte et Laura Tremble, nageuses synchronisées françaises
- 5 juin :
  - Nicolás Quagliata, footballeur uruguayen
  - Alejandro Davidovich Fokina, joueur de tennis espagnol
- 6 juin :
  - Alessandro Buongiorno, footballeur italien
  - Niklas Vesterlund, footballeur danois
- 7 juin : Sacha Alessandrini, athlète française
- 9 juin : Álex Sola, footballeur espagnol.
- 10 juin : 
  - Bento, footballeur brésilien.
  - Yuta Goke, footballeur japonais.
- 11 juin :
  - Marko Divković, footballeur croate
  - Kai Havertz, footballeur allemand
  - Katelyn Nacon, actrice américaine
- 14 juin :
  - Fatima Mokhtari, gymnaste artistique algérienne
  - Chou Tzu-yu, chanteuse taïwanaise membre du groupe Twice
- 16 juin : 
  - Luka Hujber, footballeur croate
  - Yarden Shua, footballeur israélien
  - Liu Yaxin, nageuse chinoise
- 17 juin : 
  - Elena Rybakina, joueuse de tennis kazakhstanaise.
  - Ulrik Fredriksen, footballeur norvégien.
  - Vinícius Souza, footballeur brésilien.
- 18 juin :
  - Giuliano Galoppo, footballeur argentin
  - Trippie Redd, rappeur et chanteur américain.
  - Hannah Scott, rameuse britannique.
- 24 juin :
  - Darwin Núñez, footballeur uruguayen.
  - Bojan Miovski, footballeur macédonien.
  - Mads Roerslev, footballeur danois.
- 26 juin : Isaiah Jones, footballeur anglais.
- 27 juin : 
  - Omar Hani, footballeur jordanien.
  - Chandler Riggs, acteur américain.
- 29 juin : Feng Ziqi, lutteuse chinoise.
- 30 juin : Salvatore Elia, footballeur italien.

## Juillet
- 1er juillet : 
  - Ramiro Vaca, footballeur bolivien
  - Kanya Fujimoto, footballeur japonais
- 2 juillet :
  - Nicolò Zaniolo, footballeur italien
  - Giulia Gwinn, footballeuse allemande
- 3 juillet : Asila Mirzayorova, athlète handisport ouzbèke
- 4 juillet : 
  - Melle Meulensteen, footballeur néerlandais.
  - Tuta, footballeur brésilien.
  - Leopold Wahlstedt, footballeur suédois.
- 5 juillet : 
  - Trevoh Chalobah, footballeur anglais.
  - Emin Grozdanić, footballeur suédois.
  - Phil Hanson, pilote de course anglais.
  - Hwang Dae-heon, patineur de vitesse sud-coréen.
  - Alen Mustafić, footballeur bosnien.
  - Karol Niemczycki, footballeur polonais.
  - Daniel Vivian, footballeur espagnol.
- 7 juillet :
  - Moussa Diaby, footballeur français
  - RaiQuan Gray, basketteur américain
- 8 juillet : 
  - Sergi Cardona, footballeur espagnol.
  - Ashton Hagans, basketteur américain
- 9 juillet : Viny Beltramelli, pilote automobile français
- 10 juillet : 
  - Pontus Almqvist, footballeur suédois.
  - Filip Čihák, footballeur tchèque.
- 11 juillet : Lars Kramer, footballeur néerlandais.
- 12 juillet : 
  - Zhou Xia, athlète handisport chinoise.
  - Diego Palacios : footballeur équatorien.
- 13 juillet : 
  - Alex Bangura, footballeur sierra-léonais.
  - Martin Bourgeois République, biathlète français
- 14 juillet :
  - Kim Ji-yoo, patineuse de vitesse sur piste courte sud-coréenne
  - Richelle Plantinga, actrice néerlandaise
  - Scott Twine, footballeur anglais
- 17 juillet : 
  - Lisandro Cuxi, chanteur français d'origine portugaise et cap-verdienne
  - Sakarias Opsahl, footballeur norvégien.
  - Mileta Rajović, footballeur danois.
- 18 juillet : 
  - Saud Abdulhamid, footballeur saoudien
  - Tomás Martín Etcheverry, joueur de tennis argentin
- 19 juillet : 
  - Matîs Louvel, cycliste français
  - Tomasz Makowski, footballeur polonais.
- 20 juillet :
  - Pop Smoke, rappeur américain († 19 février 2020)
  - Alexandra de Hanovre, princesse autrichienne
  - Makoto Mitsuta, footballeur japonais
- 21 juillet : Rebecca Kamau, nageuse kényane
- 22 juillet : Simon Elisor, footballeur français
- 23 juillet : Vitinho, footballeur brésilien
- 25 juillet : 
  - Václav Drchal, footballeur tchèque.
  - Aleks Petkov, footballeur bulgare.
- 26 juillet : Viktor Bergh, footballeur suédois.
- 30 juillet : Joey King, actrice américaine

## Août
- 1er août : Christoph Baumgartner, footballeur autrichien
- 2 août : Rose Adam, actrice québécoise
- 3 août : Brahim Díaz, footballeur espagnol
- 5 août : Alexei Popyrin, joueur de tennis australien
- 7 août :
  - Bryan Mbeumo, footballeur franco-camerounais
  - Sydney McLaughlin, athlète américaine
- 9 août : Alexsandro, footballeur brésilien
- 10 août : Ja Morant, basketteur américain.
- 12 août : 
  - Matthijs de Ligt, footballeur néerlandais
  - Jule Niemeier, joueuse de tennis allemande
- 13 août :
  - Abdelrahman Boudah, footballeur suédois
  - Vanda Vályi, joueuse hongroise de water-polo.
- 14 août : Fran García, footballeur espagnol
- 16 août : Michaël Cuisance, footballeur français
- 17 août : 
  - Ismail Jakobs, footballeur sénégalais
  - Tyrell Malacia, footballeur néerlandais
- 20 août : 
  - Patric Pfeiffer, footballeur allemand
  - Upasana Singh, joueuse indienne de hockey sur gazon.
  - Joe Willock, footballeur anglais
- 27 août : Mile Svilar, footballeur belge
- 31 août : Miomir Kecmanović, joueur de tennis serbe

## Septembre
- 1er septembre : Tyrick Mitchell, footballeur anglais
- 3 septembre : 
  - Et-Tayeb Boukhriss, footballeur marocain
  - Rich Brian, comédien, chanteur et rappeur indonésien
- 4 septembre : Frank Magri, footballeur camerounais

- 5 septembre : 
  - Facundo Garcés, footballeur argentin.
  - Victor Olatunji, footballeur nigérian.
- 8 septembre : Uzi, rappeur français.
- 9 septembre : 
  - Bilal Hassani, auteur-compositeur-interprète et personnalité publique des réseaux sociaux français
  - Tonio Teklić, footballeur croate.
  - Kristoffer Velde, footballeur norvégien.
- 10 septembre : Jordan Holsgrove, footballeur écossais.
- 11 septembre : Regan Slater, footballeur anglais.
- 12 septembre : Razmik Papikyan, lutteur arménien.
- 15 septembre : Mathías Laborda, footballeur uruguayen
- 16 septembre : Žan Zaletel, footballeur slovène
- 17 septembre :
  - Jung Ji-so, actrice sud-coréenne
  - Khalimatus Sadiyah, joueuse de badminton indonésienne
- 19 septembre : 
  - Diogo Costa, footballeur portugais
  - Max Willems, acteur néerlandais.
- 20 septembre : 
  - Luke McNally, footballeur irlandais.
  - Filipe Relvas, footballeur portugais.
- 21 septembre : Alexander Isak, footballeur suédois
- 22 septembre : Kim Yoo-jung, actrice sud-coréenne
- 23 septembre : Hicham Boudaoui, footballeur algérien
- 24 septembre : Jule Hake, kayakiste allemande
- 28 septembre : 
  - Kayla Day, joueuse de tennis américaine
  - Tomas Totland, footballeur norvégien
- 30 septembre :
  - Romane Dicko, judokate française
  - Arthur Vincent, joueur de rugby français

## Octobre
- 3 octobre : Tarania Clarke, footballeuse jamaïcaine († 31 octobre 2019)
- 4 octobre : 
  - Oussama Hafari, footballeur marocain
  - Louis-Philippe Beauchamp, acteur québécois
  - Marcin Bułka, footballeur polonais
- 5 octobre : Connor McLennan, footballeur écossais.
- 7 octobre : Mads Kikkenborg, footballeur danois.
- 8 octobre : 
  - Putthipong Assaratanakul, acteur et chanteur thaïlandais.
  - Michael Cooper, footballeur anglais.
  - Fábián Marozsán, joueur de tennis hongrois.
  - Đorđe Petrović, footballeur serbe.
- 10 octobre : 
  - Nediljko Labrović, footballeur croate.
  - João Virgínia, footballeur portugais.
- 12 octobre : Margot van Hecking, joueuse néerlandaise de hockey sur gazon.
- 13 octobre : 
  - Marissa Papaconstantinou, athlète handisport canadienne
  - Zsombor Piros, joueur de tennis hongrois
- 14 octobre : 
  - Isak Amundsen, footballeur norvégien
  - Wu Yibing, joueur de tennis chinois
- 15 octobre :
  - Bailee Madison, actrice et productrice américaine
  - Alexei Sancov, nageur moldave
  - Ben Woodburn, footballeur gallois
- 20 octobre : YoungBoy Never Broke Again, rappeur américain.
- 21 octobre : 
  - Camille Felton, actrice québécoise
  - Ekanit Panya, footballeur thaïlandais
  - Matteo Gabbia, footballeur italien
- 22 octobre : Albert Sambi Lokonga, footballeur belge
- 23 octobre :
  - Belle Delphine, vidéaste sud-africaine
  - Samuel Tefera, athlète éthiopien
- 24 octobre : Maxime Busi, footballeur belge.
- 30 octobre : Jessika Cowart, footballeuse internationale philippine
- 31 octobre : Iryna Shchetnik, tireuse sportive ukrainienne

## Novembre
- 2 novembre : 
  - Amel Hammiche, lutteuse algérienne
  - Lilian Brassier, footballeur français
- 5 novembre : Loena Hendrickx, patineuse artistique belge.
- 7 novembre : Kasper Jørgensen, footballeur danois.
- 8 novembre : Frederik Alves, footballeur danois.
- 9 novembre: Karol Sevilla, chanteuse, actrice et youtubeuse mexicaine
- 10 novembre :
  - Kiernan Shipka, actrice américaine
  - Petit Biscuit, disc jockey, auteur-compositeur et musicien français
  - Armand Duplantis, athlète américano-suédois
  - João Félix, footballeur portugais
  - Hugo Duro, footballeur espagnol
- 13 novembre : Lando Norris, pilote F1 chez McLaren
- 16 novembre : 
  - Mats Wieffer, footballeur néerlandais
  - Yehvann Diouf, footballeur français
  - Radosław Majecki, footballeur polonais
  - Zola, rappeur français.
- 17 novembre : Jorge Cuenca, footballeur espagnol
- 18 novembre : Domingos Quina, footballeur portugais.
- 19 novembre : 
  - Ievguenia Medvedeva, patineuse artistique russe.
  - Lucas Perrin, footballeur français.
- 20 novembre : Maren Völz, rameuse allemande.
- 22 novembre : Dwight McNeil, footballeur anglais.
- 23 novembre : 
  - Boubacar Kamara, footballeur français.
  - Valery Fernández, footballeur espagnol
- 24 novembre : 
  - Norman Campbell, footballeur jamaïcain.
  - Maï Traoré, footballeur guinéen.
- 25 novembre :
  - Žan Rogelj, footballeur slovène.
  - Moussa Sylla, footballeur français.
- 28 novembre : Sékou Koïta, footballeur guinéen.
- 29 novembre : Patrick Vroegh, footballeur néerlandais .
- 30 novembre : 
  - Salaheddine Benyachou, footballeur marocain
  - Dylan Nahi, handballeur français

## Décembre
- 1er décembre : Jaidon Anthony, footballeur anglais
- 2 décembre: Kelvin Kiptum, athlète kényan († 11 février 2024)
- 3 décembre : Noah Fadiga, footballeur belge
- 4 décembre : 
  - Tahith Chong, footballeur néerlandais
  - Tiakola, Rappeur français.
- 6 décembre : 
  - Amanda Manopo, actrice et chanteuse indonésienne
  - Tahith Chong, footballeur néerlandais
- 7 décembre : 
  - Casper Øyvann, footballeur norvégien
  - Isaac Schmidt, footballeur suisse
- 8 décembre : Reece James, footballeur anglais
- 15 décembre : Dion Sanderson, footballeur anglais.
- 17 décembre : Santeri Haarala, footballeur finlandais.
- 19 décembre : Thea Ehre, actrice allemande
- 21 décembre :
  - Justin Lonwijk, footballeur néerlandais
  - Alfie Doughty, footballeur anglais
- 22 décembre : 
  - Tomori Kusunoki, doubleuse japonaise
  - Javi Martínez, footballeur espagnol
- 23 décembre : Samuel Lino, footballeur brésilien
- 30 décembre : 
  - Jean-Clair Todibo, footballeur français
  - Jeffinho, footballeur brésilien
- 31 décembre : Calvin Bassey, footballeur nigérian

## Date inconnue
- Marlène Prat, grimpeuse handisport française
- Saba Kord Afshari, militante pour les droits de l'homme iranienne